# Davy Sardou
Davy Sardou (født 1. juni 1978) er en fransk skuespiller, der især spiller teater.
Han har studeret på Actor's studio i New York i 1998.
Han er født af en fransk skuespiller og sanger familie. Hans far, Michel Sardou er en populær fransk sanger og er berømt i fransktalende lande. Hans bedstefar var en fransk skuespiller og sanger, der hed Fernand Sardou.

## Teater
- 1998 : Creditors of August Strindberg
- 2008 : Oscar
- 2009 : Festival d'Anjou 1960